# 郑浩钧
郑镐均（韓語：정호균，1940年—），又译郑浩钧，朝鮮民主主義人民共和国（北朝鮮）軍人。朝鲜人民军大将和朝鲜劳动党中央委员会委员。

## 履历
1984年12月在朝鲜劳动党6届10中全会当选为候补中央委员，1986年4月晋升中将，任朝鲜人民军第9军区司令官。1992年4月晋升上将。1994年10月任朝鲜人民军第9军军长。1997年1月任朝鲜人民军第620炮兵军团军团长。1999年1月起任朝鲜人民军炮兵司令官。2010年4月晋升为大将。2010年9月当选朝鲜劳动党中央委员会委员。

## 最高人民会议代议员
1986年11月、1990年4月、2003年9月、2010年9月当选第8-11届最高人民议会代议员。

## 其他
2010年赵明禄、2011年金正日去世时担任国家治丧委员会委员。